# Dmitrij Konstantinovič Beljajev
Dmitrij Konstantinovič Beljajev (rusky Дми́трий Константи́нович Беля́ев, 4. červencejul./ 17. července 1917greg., ves Protasovo, Kostromská gubernie - 14. listopadu 1985, Novosibirsk) byl ruský sovětský vědec-genetik, od roku 1972 člen Akademie věd SSSR.
V letech 1959 -1985 byl ředitelem Ústavu cytologie a genetiky sibiřské pobočky Akademie věd SSSR.
Beljajev byl znám především díky svým experimentům v chovu domestikovaných lišek. Experiment pokračoval několik desetiletí a byl zmíněn v The New York Times jako „možná nejvýznačnější pokus o chov zvířat, jaký kdy byl proveden“. 
Také jeho bratr Nikolaj Konstantinovič Beljajev (1899-1937) byl genetik.
D. K. Beljajev se aktivně podílel na obnově vědeckého dědictví N. I. Vavilova. V roce 1980 ve spolupráci s historiky S. R. Mikulinským a V. D. Jesakovem vydal páté číslo série Vědecké dědictví věnované akademiku Vavilovovi.